# Alarm für Cobra 11: Vol. II
Alarm für Cobra 11: Vol. II (también conocido como Alarm for Cobra 11 Vol. II: Hot Pursuit) es un videojuego de carreras basado en la serie de televisión de acción alemana Alarm für Cobra 11 desarrollado por Davilex Games y publicado por RTL Enterprises. Es básicamente es el mismo juego que su predecesor. Es el segundo juego de la serie.

## Jugabilidad
El jugador usa uno de los 25 autos, conduce por la carretera y provoca explosiones.
El jugador resuelve una misión tras otra, el objetivo es principalmente perseguir a otros conductores. En el proceso, se desbloquean autos especiales y un "Making Of" sobre la película piloto. Los cursos se basan en Berlín, Colonia, Hamburgo y Munich.

## Recepción
GamStar escribió: "Carros feos rugen a través de las ciudades grises de Berlín, Colonia, Hamburgo y Munich en Alarma für Cobra 11". "Los desarrolladores de Davilex utilizan el motor Havok para la física de conducción". "Los autos todavía rebotan sobre el asfalto como pelotas de goma". "En el modo de pantalla dividida para dos jugadores bastante agradable, pero aburrido a la larga".
Justin Stolzenberg de PC Games escribió: "Debido a los gráficos obsoletos y la falta de sensación de velocidad, ni siquiera es adecuado como relleno de descanso".